# Omereque
Omereque ist eine Ortschaft im Departamento Cochabamba im südamerikanischen Anden-Staat Bolivien.

## Lage im Nahraum
Omereque ist der zentrale Ort des Municipio Omereque in der Provinz Narciso Campero. Die Ortschaft liegt auf einer Höhe von 1583 m an der Mündung des Huanacuni Chico am linken östlichen Ufer des Río Mizque.

## Geographie
Omereque liegt zwischen den Gebirgsketten der Cordillera Oriental und der Cordillera Central. Das Klima ist geprägt durch ein typisches Tageszeitenklima, bei dem die Temperaturschwankungen zwischen Tag und Nacht größer sind als zwischen den Jahreszeiten.
Die Jahresdurchschnittstemperatur der Region liegt bei etwa 20 °C (siehe Klimadiagramm), wobei die Monatsdurchschnittswerte zwischen 17,5 °C im Juli und 22 °C von Oktober bis Februar schwanken. Der Jahresniederschlag liegt bei 500 mm, mit einer ausgeprägten Trockenzeit von April bis Oktober mit Monatswerten unter 20 mm, und einer kurzen Feuchtezeit von Dezember bis Februar mit monatlich etwa 100 mm.

## Verkehrsnetz
Omereque liegt in einer Entfernung von 248 Straßenkilometern südöstlich von Cochabamba, der Hauptstadt des Departamentos.
Von Cochabamba führt die asphaltierte Nationalstraße Ruta 7 in südöstlicher Richtung 44 Kilometer bis Paracaya, von dort führt die Nationalstraße Ruta 23 auf 146 Kilometern weiter nach Südosten über Punata, Arani und Mizque nach Aiquile.
Vier Kilometer vor Aiquile biegt die Nationalstraße Ruta 5 nach Osten in Richtung Saipina ab und erreicht nach 55 Kilometern den Flusslauf des Quebrada Huerla. Von hier führt elf Kilometer lange Nebenstraße entlang des Río Mizque in nördlicher Richtung nach Omereque.

## Bevölkerung
Die Einwohnerzahl des Ortes ist in den vergangenen beiden Jahrzehnten auf etwa das Doppelte angestiegen:
| Jahr | Einwohner | Quelle       |
| ---- | --------- | ------------ |
| 1992 | 626       | Volkszählung |
| 2001 | 885       | Volkszählung |
| 2012 | 1335      | Volkszählung |
| 2024 |           | Volkszählung |

Die Region weist einen hohen Anteil an Quechua-Bevölkerung auf, im Municipio Omereque sprechen 86,3 Prozent der Bevölkerung Quechua.